# Жозеф Гијотен
Жозеф Ињас Гијотен (фр. Joseph-Ignace Guillotin; Сент, 28. мај 1738 — Париз, 26. март 1814) био је француски лекар који је 10. октобра 1789. године предложио коришћење механичког уређаја за извршавање смртне казне у Француској. Иако није измислио гиљотину, у ствари, био је против смртне казне, његово име постало је епоним за ту справу. Стварни проналазач гиљотине је Антоан Луј.

## Биографија
Жозеф Ињас Гијотен је био девето од тринаесторо деце адвоката Жозефа-Александра Гијотена и његове супруге Кетрин Мартин из Сента. Године 1763, после седам година теолошких студија са језуитима у Бордоу, где се показао као добар студент, изашао је из Реда, и прешао на студије медицине у Ремс. Наставио је студије 1768. године на Сорбони у Паризу, и тамо стекао докторску диплому 1770. године.
Између 1778. и 1783. године, предавао је на Медицинском факултету Универзитета у Паризу анатомију, физиологију и патологију. Касније, отишао је у масонску ложу, чијим либералним идејама је био фасциниран, па је постао оснивачки члан Великог Оријента Француске.